# Lin Tran Thy My
Lin Tran Thy My es una deportista vietnamita que compitió en taekwondo. Ganó una medalla de bronce en el Campeonato Mundial de Taekwondo de 1995 y una medalla de bronce en el Campeonato Asiático de Taekwondo de 1996.

## Palmarés internacional
| Campeonato Mundial  | Campeonato Mundial    | Campeonato Mundial | Campeonato Mundial |
| Año                 | Lugar                 | Medalla            | Categoría          |
| ------------------- | --------------------- | ------------------ | ------------------ |
| 1995                | Manila (Filipinas)    | Medalla de bronce  | –47 kg             |
| Campeonato Asiático |                       |                    |                    |
| Año                 | Lugar                 | Medalla            | Categoría          |
| 1996                | Melbourne (Australia) | Medalla de bronce  | –47 kg             |